# Siricius
Siricius, född i Rom, död 26 november 399, var påve från den 17 december 384 till sin död, 26 november 399. Helgon i katolska kyrkan, med festdag 26 november.

## Biografi
Siricius var romare, och son till en Tiburtius. Han inträdde i kyrkans tjänst i unga år, och var, enligt epitafen, lektor och sedan diakon i romerska kyrkan under påve Liberius pontifikat. Sedan Damasus I avlidit, valdes Siricius enhälligt till efterträdare, och konsekrerades troligen den 17 december 384. Fastän Siricius hade en oresonlig konkurrent i Ursinus, godkändes hans utnämning av kejsar Valentinianus III som i sin bekräftelse tillade ett lovtal över den nye biskopens fromhet.
Omedelbart sedan han uppstigit på tronen fick Siricius tillfälle att hävda primatet över universalkyrkan. Han mottog snart ett brev från biskop Himerius av Tarragona som sänts till hans avlidne företrädare Damasus angående dop, botgöring, kyrkotukt och prästerskapets celibat. Siricius gav i ett brev daterat den 10 februari 385, Directa ad decessorem, sitt svar på dessa spörsmål såsom företrädare för hela kyrkogemenskapen. Siricius brev är av historisk vikt eftersom det är det första kända påvliga dekretalet, ett auktoritativt beslut i disciplinfrågor och kanonisk rätt. Det är emellertid belagt att påvar redan innan honom utfärdat sådana dekretal; Siricius nämner sådana som Liberius skall ha utfärdat till provinserna, men dessa har dessvärre inte bevarats. Samtidigt som påven skickade sitt dekretal till Himerius, skickade han samma dekretal till de andra provinserna i området så att det också skulle observeras där.
Denne påve hade vidhållandet av kyrkotukten och den kanoniska rätten som sina hjärtefrågor. Vid en synod i Rom den 6 januari 386, vid vilken 80 biskopar närvarade, förnyade han med nio paragrafer kyrkolagen angående bland annat konsekration av biskopar och celibat. Beslutet från synoden sändes även till biskoparna i Afrika med en uppmaning att lyda dem. Han sände ytterligare ett brev till olika kyrkor om hur man väljer värdiga biskopar. Det finns ännu ett synodbrev som en del historiker tillskriver Siricius, och andra Innocentius I. I samtliga sina brev uttrycker sig påven med självklar auktoritet över alla kyrkor.
Siricius var också förpliktigad att agera emot tidens kättarrörelser. En romersk munk vid namn Jovinianus framträdde under hans pontifikat, utmålades som en särskilt from man, och fick anhängare bland flera munkar och nunnor. Denne och åtta anhängare fördömdes vid en synod av påven någon gång mellan 390 och 392, och uteslöts ur kyrkans gemenskap. Beslutet från synoden skickades till Ambrosius av Milano, som var en av Siricius nära vänner, som upprepade bannlysningen vid en synod i norra Italien. Han fördömde priscillianer och överlämnade biskopen Bonosus av Sardica till biskoparna i Thessaloniki och Illyrien för bedömning, för att han hade förnekat treenigheten och att jungfru Maria alltid hade varit jungfru. Han lät också fastslå villkoren för att återinta priscillianerna i kyrkogemenskapen.
Enligt Liber Pontificalis vidtog Siricius även åtgärder mot manikeismen i Rom. Detta kan dock betvivlas eftersom han inte tog några steg i denna riktning när den då manikeiske Augustinus besökte Rom år 383, eller denne skriver något om detta sedan han konverterat. Sannolikt har Liber Pontificalis i detta blandat ihop Siricius och Leo I.
Genom ingripande av Johannes Chrysostomus och Theophilus av Alexandria skickades en ambassad till påven för att erkänna Flavianus och återuppta honom i kyrkan för att lägga ner den meletianska striden.
I Rom är Siricus namn förknippat med basilikan över Paulus grav vid Via Ostiensis, San Paolo fuori le Mura, vilken kejsaren lät uppföra och dedicerade till Siricius år 390. Hans karaktär beskrivs på olika sätt av samtida. Paulinus av Nola, som besökte påven i Rom år 395, talar om urbici papæ, superba discretio. Till följd av hur Siricus behandlat Rufinus av Aquileia talar Hieronymus om påvens "dåliga omdöme". Allt detta tillbakavisas som polemik i Catholic Encyclopedia.
Siricus är begraven i Priscillas cæmeterium vid Via Salaria. Han upptogs i den romerska martyrologin av Benedictus XIV, och hans festdag är den 26 november.